# Constitución de Uruguay de 1942
La Constitución de la República Oriental del Uruguay del año 1942 fue en realidad una reforma constitucional de la anterior Constitución de 1934. Ésta había sido creada en el marco de la dictadura de Terra; y a raíz del llamado "golpe bueno" del presidente Alfredo Baldomir, se decidió reformar la Carta Magna uruguaya, en el entendido de que la anterior no era plenamente democrática.

## Particularidades
El presidente Baldomir convocó al Consejo de Estado de 1942 integrado por destacadas personalidades políticas, en cuyo seno se diseñó esta nueva Constitución. 
La modificación más importante fue suprimir el "Senado de 15 y 15"; se implantó un sistema de representación proporcional por partido para la Cámara Alta.
En materia de derechos individuales, importantísimo es el artículo que dice: "Los preceptos de la presente Constitución que reconocen derechos a los individuos, así como los que atribuyen facultades e imponen deberes a las autoridades públicas, no dejarán de aplicarse por falta de reglamentación respectiva, sino que ésta será suplida, recurriendo a los fundamentos de las leyes análogas, a los principios generales de derecho y a las doctrinas generalmente admitidas." Este artículo fue conservado en las posteriores Constituciones, hoy se identifica con el número 332.
Algo interesante en materia electoral, era la posibilidad de crear lemas departamentales, es decir, agrupaciones que funcionaban a modo de partidos locales, sólo a los efectos de elegir Intendente Municipal. Esto fue lo que se puso en práctica en las elecciones de 1946 y también en las de 1950.